# Kawasaki Ninja 250R
La Kawasaki Ninja 250R (Las generaciones anteriores tenían nombres específicos al mercado) es una Motocicleta originalmente introducida por Kawasaki en 1986 como un modelo de nivel principiante de motocicleta deportiva. La motocicleta ha tenido una serie de cambios a través de un cuarto de siglo en el mercado, habiendo recibido en ese lapso tres rediseños importantes. En algunos mercados la Ninja 250 ha sido sustituida por la Ninja 300.9

## Nomenclatura
Desde 2008, la motocicleta se ha vendido como la Ninja 250R en todos los mercados. También se le conoce por su nombre de plataforma, EX250, al cual se le agrega un sufijo de generación. En los Estados Unidos los modelos anteriores (EX250-E/F/G/H) fueron comercializados como miembros de la familia de motocicletas deportivas Ninja, mientras que en el resto de los mercados la motocicleta era conocida como ZZR-250, ZX-250, o la GPX-250R. Uno de los primeros modelos, la EX250-C, se conoció con el nombre GPZ-250.

## Historia de los Modelos

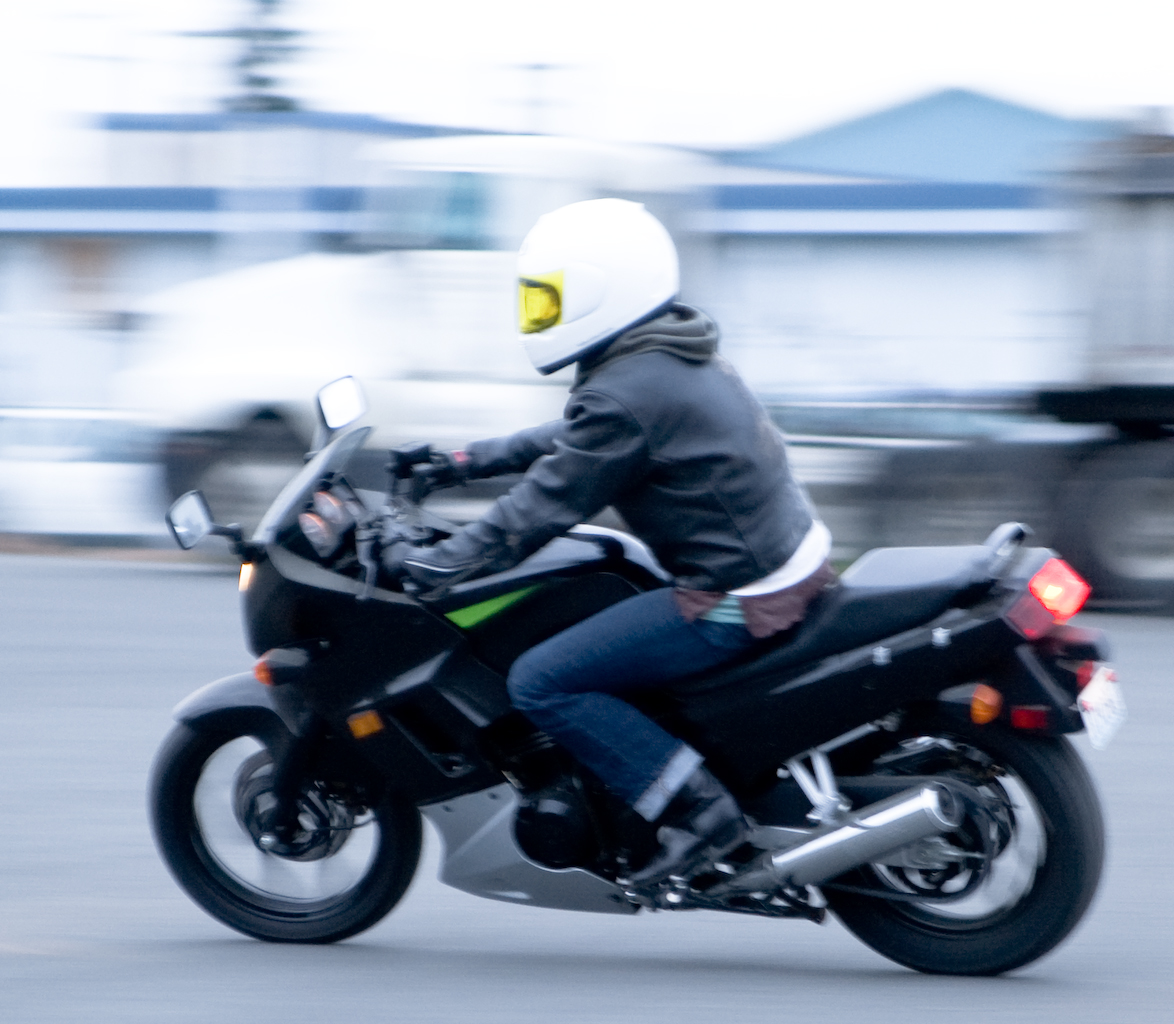
La Ninja 250 es popular como motocicleta de aprendizaje

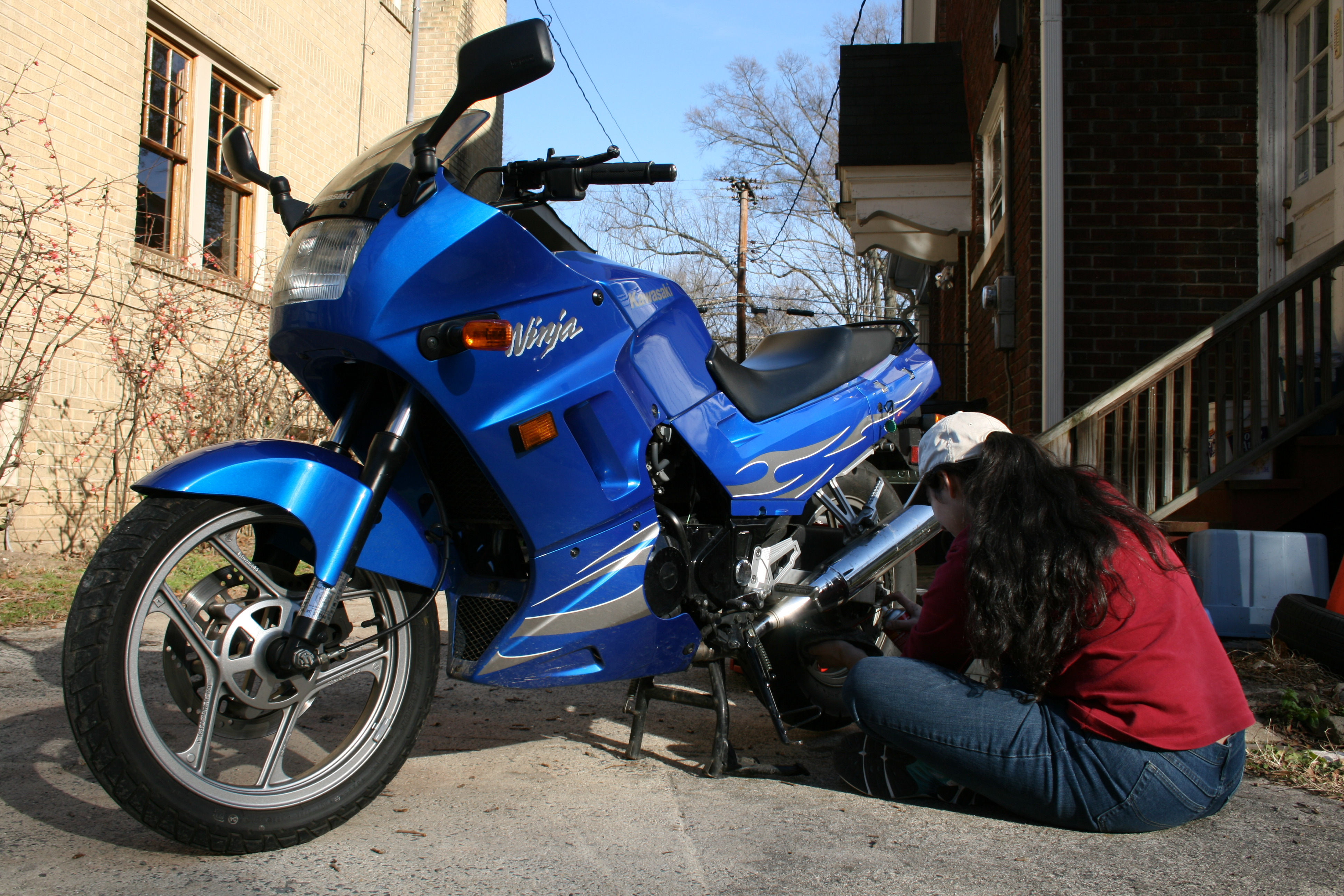
Limpiando la cadena de transmisión de la Ninja 250R

La ergonomía de la Ninja 250R, el diseño del chasis, y la posición del motor dan como resultado una motocicleta que cumple con las clases de  Estándar y deportiva. La posición de manejo de la motocicleta Ninja también se encuentra entre esas 2 categorías.  

### 1983
La primera generación fue producida entre 1983 y 1985, y era conocida con la clave de producción EX250-C. Era vendida como la GPZ-250 sólo en Japón, esta es la más antigua de las versiones, con transmisión de banda, fue producida en 1983, y no comparte casi nada con generaciones subsecuentes.[cita requerida]

### 1986–1987
Producida entre 1986 y 1987 se le denominó EX250-E. Este modelo era vendido como la Ninja 250R en Canadá y EUA entre 1986 y 1987. Se conocía como la GPZ-250R en todos los demás lugares. Cuando fue introducida, era más cara que la Honda Rebel, y los que la probaban se quejaban que aunque la línea roja en 14,000rpm estaba bien, el motor tardaba mucho en alcanzarla.
| Especificaciones EX-250-E         | Especificaciones EX-250-E | Especificaciones EX-250-E |
| Motor                             | Motor | Motor |
| --------------------------------- | --- | --- |
| Type                              | 4 tiempos, 2 cilindros en línea, DOHC, Enfriado por Líquido, 8-válvulas, contrabalanceado | 4 tiempos, 2 cilindros en línea, DOHC, Enfriado por Líquido, 8-válvulas, contrabalanceado |
| Desplazamiento                    | 248 | 248 |
| Diámetro y recorrido              | 62 mm (2,44 pulgadas)x41,2 mm (1,62 pulgadas) | 62 mm (2,44 pulgadas)x41,2 mm (1,62 pulgadas) |
| Compresión                        | 12.0:1 | 12.0:1 |
| Carburación                       | Keihin CVK32 (2), de Velocidad Constante, de diafragma. | Keihin CVK32 (2), de Velocidad Constante, de diafragma. |
| Arranque                          | Motor Eléctrico | Motor Eléctrico |
| Encendido                         | de avance electrónico | de avance electrónico |
| Bujías                            | NGK C8HA or ND U24FS-L (Canada: NGK CR8HS or ND U24FSR-U) | NGK C8HA or ND U24FS-L (Canada: NGK CR8HS or ND U24FSR-U) |
| Combustible                       | n/a | n/a |
| Transmisión                       | | |
| Tipo                              | 6-velocidades Manual, engranes, 2 ejes | 6-velocidades Manual, engranes, 2 ejes |
| Embrague                          | Húmedo, Multi-disco, Manual, Actuado por cable | Húmedo, Multi-disco, Manual, Actuado por cable |
| Chasis/Suspensión                 | | |
| Chasis                            | Diamante Tubular | Diamante Tubular |
| Rake/trail                        | 27° / 83 mm (3,27 pulgadas) | 27° / 83 mm (3,27 pulgadas) |
| Suspensión frontal                | Twin hydraulic telescoping fork | Twin hydraulic telescoping fork |
| Suspensión trasera                | UNI-TRAK single-shock system | UNI-TRAK single-shock system |
| Recorrido de la rueda, frontal    | 140 mm (5,51 pulgadas) | 140 mm (5,51 pulgadas) |
| Recorrido de la rueda, trasera    | 130 mm (5,12 pulgadas) | 130 mm (5,12 pulgadas) |
| Llantas y frenos                  | | |
| Llanta, frontal                   | 100/80x16 | 100/80x16 |
| Llanta, trasera                   | 120/80x16 | 120/80x16 |
| Frenos                            | Disco hidráulico | Disco hidráulico |
| Dimensiones                       | | |
| Batalla                           | 1400 mm (55,12 pulgadas) | 1400 mm (55,12 pulgadas) |
| Largo total                       | 1985 mm (78,15 pulgadas) | 1985 mm (78,15 pulgadas) |
| Ancho total                       | 695 mm (27,36 pulgadas) | 695 mm (27,36 pulgadas) |
| Altura total                      | 1075 mm (42,32 pulgadas) | 1075 mm (42,32 pulgadas) |
| Libramiento del piso              | 135 mm (5,31 pulgadas) | 135 mm (5,31 pulgadas) |
| Altura del asiento                | 745 mm (29,33 pulgadas) | 745 mm (29,33 pulgadas) |
| Peso (neto, con líquidos)         | 138 kg (304,24 libras) (Modelo de California 138,5 kg (305,34 libras)) neto, 154,5 kg (340,61 libras) (Modelo de California 155 kg (341,72 libras)) con líquidos 344 lb (156,04 kilogramos) neto, probado | 138 kg (304,24 libras) (Modelo de California 138,5 kg (305,34 libras)) neto, 154,5 kg (340,61 libras) (Modelo de California 155 kg (341,72 libras)) con líquidos 344 lb (156,04 kilogramos) neto, probado |
| Carga Máxima                      | n/a | n/a |
| Tipo de aceite/capacidad          | SE or SF Class SAE 10W40-20W50/1.9 l | SE or SF Class SAE 10W40-20W50/1.9 l |
| Desempeño                         | | |
| 0-60 millas por hora (96,56 km/h) | n/a | n/a |
| Cuarto de milla                   | 15.4 s @ 87,82 mph (141,33 kilómetros por hora) | 15.4 s @ 87,82 mph (141,33 kilómetros por hora) |
| Velocidad máxima                  | 94 mph (151,28 kilómetros por hora) | 94 mph (151,28 kilómetros por hora) |
| Potencia Máxima                   | 27,9 kW (37,41 caballos) @ 11,000 rpm (Australia: 29,4 kW (39,43 caballos) @ 12,500 rpm) | 27,9 kW (37,41 caballos) @ 11,000 rpm (Australia: 29,4 kW (39,43 caballos) @ 12,500 rpm) |
| Torca Máxima                      | 24.5 Nm @ 10,000 rpm (Australia: 23.5 Nm @ 11,000 rpm) | 24.5 Nm @ 10,000 rpm (Australia: 23.5 Nm @ 11,000 rpm) |
| Economía de combustible           | 20.4 km/l | 20.4 km/l |

### 1988–2007

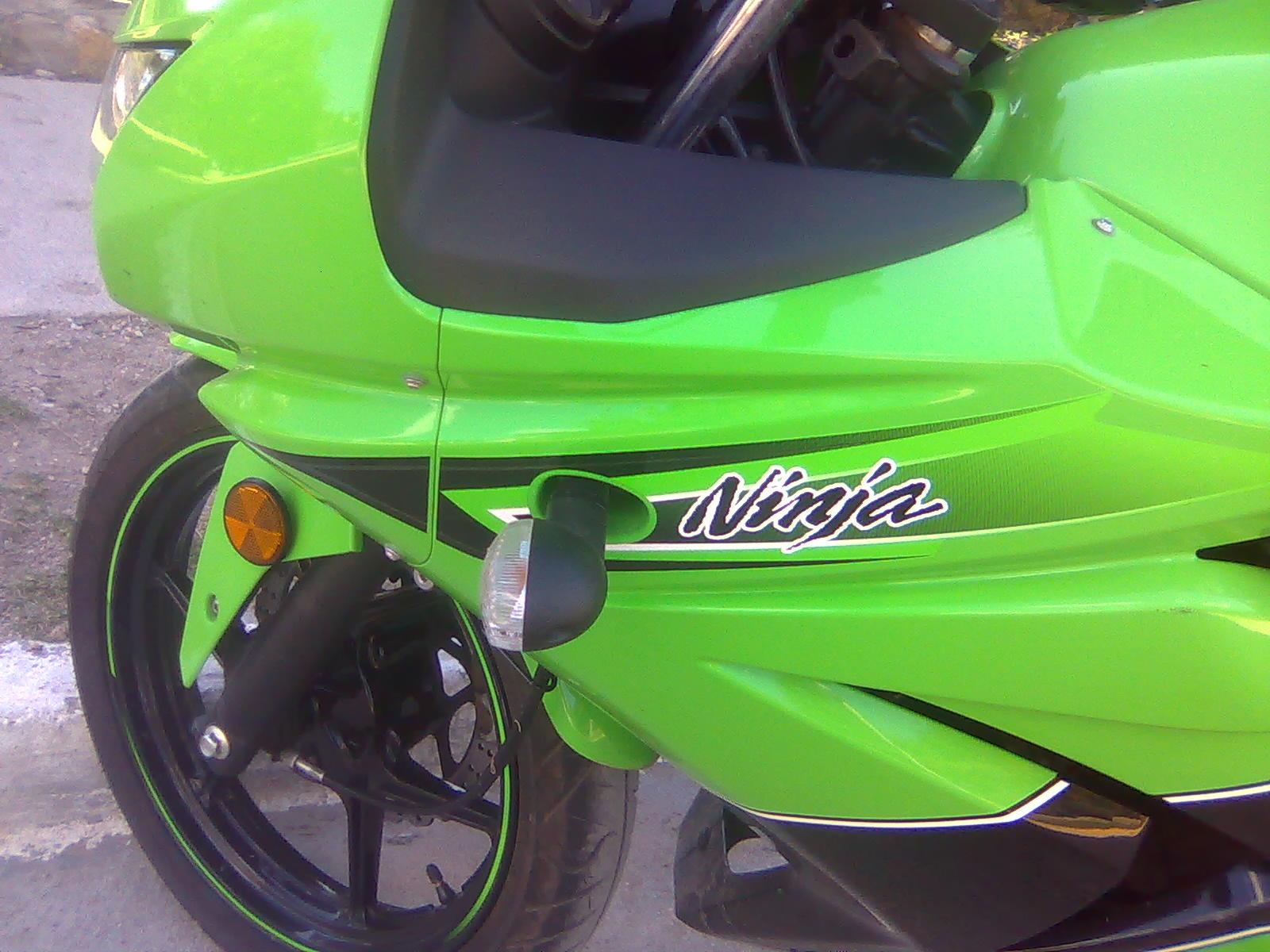
Kawasaki GPX 250, Modelo: 1993

Para el modelo del año 1988, hubo cambios cosméticos y cambios a la sintonía del motor. Mientras que el diámetro y recorrido del cilindro no cambió, pequeños ajustes en la calibración fueron hechos.  Los diámetros de las gargantas del carburador fueron reducidos 2 mm hasta los 30mm, la compresión se subió desde 12:1 hasta 12.4:1, se incrementó el avance de la chispa y se le agregaron 3 dientes a la catarina trasera para llegar a los 45. En pruebas de trabajo se detectó que el motor alcanza más revoluciones para llegar hasta casi 15,000rpm en menos tiempo que el motor anterior, y la velocidad tope se superó en algunos kilómetros por hora. El nuevo y más compacto cuerpo fue alabado por tener mejor estilo, en su tiempo, y ser fácilmente confundido con la más grande y poderosa Ninja 750.
La tercera generación de motocicletas Ninja 250 comprendía 3 modelos:
- EX250-F - La versión más extendida de EX250. El modelo E fue completamente rediseñado y vendido como modelo F entre 1988 y 2007 en los EEUU. Canadá recibió el modelo entre 1988 and 1999, y estuvo disponible en los demás lugares como la GPX-250R desde 1987.

| EX-250-F Especificaciones            | EX-250-F Especificaciones                                                                                   | EX-250-F Especificaciones                                                                                   |
| Motor                                | Motor | Motor |
| ------------------------------------ | --- | --- |
| Type                                 | 4 tiempos 2 clilindros en línea, DOHC, Enfriado a líquido, 8 válvulas, contrabalanceado                     | 4 tiempos 2 clilindros en línea, DOHC, Enfriado a líquido, 8 válvulas, contrabalanceado                     |
| Desplazamiento                       | 248 cc | 248 cc |
| Diámetro y recorrido                 | 62.0x41.2 mm                                                                                                | 62.0x41.2 mm                                                                                                |
| Compresión                           | 12.4:1 | 12.4:1 |
| Carburador                           | Keihin CVK30 (2), Constant velocity, diaphragm-type.                                                        | Keihin CVK30 (2), Constant velocity, diaphragm-type.                                                        |
| Arranque                             | a motor eléctrico                                                                                           | a motor eléctrico                                                                                           |
| Ignición                             | Avance de chispa electrónico                                                                                | Avance de chispa electrónico                                                                                |
| Bujías                               | NGK CR8HSA, CR8HIX, CR8HVX option CR7HSA, CR7HIX                                                            | NGK CR8HSA, CR8HIX, CR8HVX option CR7HSA, CR7HIX                                                            |
| Combustible                          | Mín 91 / 87(probado) octanos sin plomo                                                                      | Mín 91 / 87(probado) octanos sin plomo                                                                      |
| Transmisión                          | | |
| Tipo                                 | 6-velocidades Manual, de engranes, 2 ejes                                                                   | 6-velocidades Manual, de engranes, 2 ejes                                                                   |
| Embrague                             | Wet, Multi-disco, Manual, Actuado por Cable                                                                 | Wet, Multi-disco, Manual, Actuado por Cable                                                                 |
| Chasis/Suspensión                    | | |
| Estructura                           | Tubular diseño de diamante                                                                                  | Tubular diseño de diamante                                                                                  |
| Rake/trail                           | 27° / 3,3 plg (83,82 milímetros)                                                                            | 27° / 3,3 plg (83,82 milímetros)                                                                            |
| Suspensión delantera                 | Twin hydraulic telescoping fork                                                                             | Twin hydraulic telescoping fork                                                                             |
| Suspensión trasera                   | sistema UNI-TRAK amortiguador sencillo                                                                      | sistema UNI-TRAK amortiguador sencillo                                                                      |
| Recorrido de la rueda, delantera     | 5,5 plg (139,7 milímetros)                                                                                  | 5,5 plg (139,7 milímetros)                                                                                  |
| Recorrido de la rueda, trasera       | 5,1 plg (129,54 milímetros)                                                                                 | 5,1 plg (129,54 milímetros)                                                                                 |
| Llantas y frenos                     | | |
| Llanta frontal                       | 100/80x16                                                                                                   | 100/80x16                                                                                                   |
| Llanta trasera                       | 130/80x16                                                                                                   | 130/80x16                                                                                                   |
| Frenos                               | Disco Hidráulico sencillo                                                                                   | Disco Hidráulico sencillo                                                                                   |
| Dimensiones                          | | |
| Batalla                              | 55,1 plg (139,95 centímetros)                                                                               | 55,1 plg (139,95 centímetros)                                                                               |
| Largo total                          | 80,1 plg (203,45 centímetros)                                                                               | 80,1 plg (203,45 centímetros)                                                                               |
| Ancho total                          | 28 plg (71,12 centímetros)                                                                                  | 28 plg (71,12 centímetros)                                                                                  |
| Altura total                         | 43,1 plg (109,47 centímetros)                                                                               | 43,1 plg (109,47 centímetros)                                                                               |
| Espacio al piso                      | 6,1 plg (15,49 centímetros)                                                                                 | 6,1 plg (15,49 centímetros)                                                                                 |
| Altura del asiento                   | 29,3 plg (74,42 centímetros)                                                                                | 29,3 plg (74,42 centímetros)                                                                                |
| Peso (neto, con líquidos)            | 304 libras (137,89 kg) neto, 355 lb (161,03 kilogramos) wet 362 lb (164,2 kilogramos) con líquidos, probado | 304 libras (137,89 kg) neto, 355 lb (161,03 kilogramos) wet 362 lb (164,2 kilogramos) con líquidos, probado |
| Carga máxima                         | 341 lb (154,67 kilogramos)                                                                                  | 341 lb (154,67 kilogramos)                                                                                  |
| Tipo de aceite/capacidad             | SE-SG Class SAE 10W40-20W50/1.9 l                                                                           | SE-SG Class SAE 10W40-20W50/1.9 l                                                                           |
| Desempeño                            | | |
| 0-60 mph (96,56 kilómetros por hora) | 5.75 s | 5.75 s |
| 1/4 de milla                         | 12.59 s @ 92,82 mph (149,38 kilómetros por hora)                                                            | 12.59 s @ 92,82 mph (149,38 kilómetros por hora)                                                            |
| Máxima potencia                      | 31,9 kW (42,78 caballos) 32,05 kW (42,98 caballos) @ 12500 rpm                                              | 31,9 kW (42,78 caballos) 32,05 kW (42,98 caballos) @ 12500 rpm                                              |
| Máximo par motor                     | 18 Nm @ 10,000 rpm 13.15 Nm @ 9,000 rpm probado en la llanta trasera                                        | 18 Nm @ 10,000 rpm 13.15 Nm @ 9,000 rpm probado en la llanta trasera                                        |
| Consumo de combustible               | 20.4 km/l 23.37 km/l 31.53 km/l                                                                             | 20.4 km/l 23.37 km/l 31.53 km/l                                                                             |

- EX250-G - Fue vendida sólo en Japón, esta versión se conoció como la GPX-250R-II. Tenía frenos de doble disco adelante y llanta y neumático más anchos (110/80-16). Todas las demás partes son las mismas del modelo -F. Empezó a venderse en 1988.

- EX250-H - Este modelo entró en Canadá como la Ninja 250R entre 2000 y 2002, después de lo cual se rebautizó como la: ZZR-250, como se nombraban a los modelos -H en los demás países del mundo, donde el modelo ya existía desde 1992. Este modelo tenía partes comunes con el modelo -F, y tiene el mismo motor pero con diferentes encapsulados. Tiene una estructura lateral de aluminio, diferente carenado (de diseño más deportivo), rines más grandes de 17 pulgadas, y amortiguador ajustable atrás, palancas de frenos y clutch ajustables, catarina de mando menor, avance de chispa ajustado por computadora, y un sistema eléctrico revisado. Tenía un carburador más pequeño y una diferente relación de compresión, todo lo anterior diseñado para tener un mayor desboque en las revoluciones del motor y una pequeña ganancia en la potencia tope. Sin embargo las ganancias vinieron a costa de 6 kg de peso adicional.[cita requerida]

### 2008–2012
En 2008, Kawasaki dio a la EX250 su más grande cambio en el diseño en veinte años. Al modelo EX250-J se le conoce como la Ninja 250R a nivel mundial.
Partes de la tercera generación aún se encuentran en la -J, pero los nuevos paneles exteriores le dan un aspecto menos noventero y más de acuerdo a la apariencia de las motos deportivas del siglo 21. El motor y el sistema de transmisión mantiene un 30% de las partes de los modelos -F, de acuerdo a Kawasaki. La compresión y máximo par motor se han disminuido para mejorar el desempeño en el rango medio. El rediseño del motor dio mejoras en la respuesta a bajas revoluciones, logrando en la moto un desempeño más parejo y mucho más fácil de manejar ("much easier to ride.")
Aunque la generación anterior de Ninja 250 tenía una ventaja en la potencia pico del motor de 1 a 5 hp, la nueva versión tiene un incremento de un 20 a un 30 por ciento en el rango medio de las revoluciones lo que permite que acelere en 3.000 rpm cuando antes se necesitaba tener el motor en 4.000 rpm para la misma aceleración. 
El modelo -J de EUA usa un carburador doble como el modelo -F, pero los modelos europeos, brasileño y de Tailandia tienen inyección de combustible. Las ruedas se agrandaron hasta 17" se mejoró la suspensión delantera y los frenos de disco se cambiaron por unos frenos de disco con forma de pétalo más grandes. En la versión a carburador, se agregó un medidor de gasolina en lugar del medidor de temperatura. Con el equipamiento adicional la EX250-J sufrió un incremento en el peso de 10 kg (22,0 libras) ( peso con líquidos ). La fabricación de la EX250-J se sigue haciendo en Tailandia.
| EX-250-J Especificaciones           | EX-250-J Especificaciones | EX-250-J Especificaciones |
| Motor                               | Motor | Motor |
| ----------------------------------- | --- | --- |
| Type                                | 4 tiempos, dos cilindros en línea, DOHC, Enfriado por líquido, 8 válvulas, contrabalanceado                                      | 4 tiempos, dos cilindros en línea, DOHC, Enfriado por líquido, 8 válvulas, contrabalanceado                                      |
| Desplazamiento                      | 249 cc | 249 cc |
| Diámetro y carrera                  | 62.0x41.2 mm | 62.0x41.2 mm |
| Compresión                          | 11.6:1 | 11.6:1 |
| Carburación                         | Keihin CVK30 (2), de velocidad constante, de diafragma. Inyección de combustible para Europa, Brasil y Tailandia Euro/Thai model | Keihin CVK30 (2), de velocidad constante, de diafragma. Inyección de combustible para Europa, Brasil y Tailandia Euro/Thai model |
| Arranque                            | a Motor Eléctrico | a Motor Eléctrico |
| Ignición                            | Avance de chispa electrónico | Avance de chispa electrónico |
| Bujías                              | NGK CR8HSA, CR8HIX, CR8HVX option CR7HSA, CR7HIX                                                                                 | NGK CR8HSA, CR8HIX, CR8HVX option CR7HSA, CR7HIX                                                                                 |
| Tipo de combustible                 | Mín 91 probado / 87 promedio octanos sin plomo                                                                                   | Mín 91 probado / 87 promedio octanos sin plomo                                                                                   |
| Transmisión                         | | |
| Type                                | 6-velocidades Manual, Engranes, 2 ejes                                                                                           | 6-velocidades Manual, Engranes, 2 ejes                                                                                           |
| Clutch                              | Multi-disco húmedo, Manual, por Cable                                                                                            | Multi-disco húmedo, Manual, por Cable                                                                                            |
| Estructura/Suspensión               | | |
| Frame type                          | Diseño tubular de diamante | Diseño tubular de diamante |
| Rake/trail                          | 26 º/3,26 plg (82,8 milímetros)                                                                                                  | 26 º/3,26 plg (82,8 milímetros)                                                                                                  |
| Suspensión delantera                | Telescópico doble tipo tenedor                                                                                                   | Telescópico doble tipo tenedor                                                                                                   |
| Suspensión trasera                  | UNI-TRAK amortiguador simple ajustable a 5 posiciones de precarga                                                                | UNI-TRAK amortiguador simple ajustable a 5 posiciones de precarga                                                                |
| Carrera de la rueda, frontal        | 4,7 plg (119,4 milímetros) | 4,7 plg (119,4 milímetros) |
| Carrera de la rueda, trasera        | 5,1 plg (129,5 milímetros) | 5,1 plg (129,5 milímetros) |
| Llantas y frenos                    | | |
| Llanta delantera                    | 110/70x17 (54H) | 110/70x17 (54H) |
| Llanta trasera                      | 130/70x17 (62H) | 130/70x17 (62H) |
| Frenos                              | Disco hidráulico simple 11.4/8.7 inch (290/220 mm)                                                                               | Disco hidráulico simple 11.4/8.7 inch (290/220 mm)                                                                               |
| Dimensiones                         | | |
| Batalla                             | 55,1 plg (1399,5 milímetros) | 55,1 plg (1399,5 milímetros) |
| Largo total                         | 82,1 plg (2085,3 milímetros) | 82,1 plg (2085,3 milímetros) |
| Ancho total                         | 28,1 plg (713,7 milímetros) | 28,1 plg (713,7 milímetros) |
| Altura total                        | 43,7 plg (1110,0 milímetros) | 43,7 plg (1110,0 milímetros) |
| Libramiento del piso                | 6,1 plg (15,49 centímetros) | 6,1 plg (15,49 centímetros) |
| Altura del asiento                  | 30,5 plg (77,47 centímetros) | 30,5 plg (77,47 centímetros) |
| Peso en seco                        | 333 lb (151,05 kilogramos) - 337 lb (152,9 kilogramos) (CA-model)                                                                | |
| Peso total                          | 375 lb (170,1 kilogramos) | 375 lb (170,1 kilogramos) |
| Máxima carga                        | 375 lb (170,1 kilogramos) | 375 lb (170,1 kilogramos) |
| Tipo de aceite/capacidad            | SE-SG Class SAE 10W40-20W50/1.9 L                                                                                                | SE-SG Class SAE 10W40-20W50/1.9 L                                                                                                |
| Desempeño                           | | |
| 0-60 mph (96,6 kilómetros por hora) | 7.72 sec | 7.72 sec |
| 1/4 de milla                        | 15.58 s @ 81,98 mph (131,93 kilómetros por hora)                                                                                 | 15.58 s @ 81,98 mph (131,93 kilómetros por hora)                                                                                 |
| Velocidad Máxima                    | 92 mph (148,1 kilómetros por hora) 95,5 mph (153,7 kilómetros por hora) 97,7 mph (157,2 kilómetros por hora)                     | 92 mph (148,1 kilómetros por hora) 95,5 mph (153,7 kilómetros por hora) 97,7 mph (157,2 kilómetros por hora)                     |
| Máxima potencia                     | 33.5 hp @ 11,000 rpm (llanta trasera) 33 PS (23.5 kW) (cigüeñal)                                                                 | 33.5 hp @ 11,000 rpm (llanta trasera) 33 PS (23.5 kW) (cigüeñal)                                                                 |
| Máximo torque                       | 13.6 ft·lb (18.4 N·m) @ 9,750 rpm                                                                                                | 13.6 ft·lb (18.4 N·m) @ 9,750 rpm                                                                                                |
| Capacidad del tanque                | 18.17 l | 18.17 l |
| Eficiencia                          | 21.75 km/l 25.9 (publicado) | 21.75 km/l 25.9 (publicado) |

### 2013
La Ninja 250R 2013 tenía un nuevo cuerpo, faros dobles, panel de indicadores digitales, nuevas llantas con un neumático trasero más ancho (140 mm), nuevo motor y escape. Frenos ABS opcionales. Como las motos de la generación anterior, el motor tiene inyección o carburación dependiendo del mercado. En 2013, en algunos mercados, la Ninja 250R fue sustituida por la Ninja 300 de 296 cc , mientras que en otros se venden ambas versiones.